# Buit de Microscopi
El Buit de Microscopi és un buit—una regió més o menys rectangular de relativament espai buit, delimitada per làmines incompletes de galàxies d'altres buits de l'hemisferi celeste sud. S'hi troba dins dels límits de la constel·lació del Microscopi. Va ser descobert i anomenat per l'astrònom sud-africà Tony Fairall el 1984.